# Pablo Moses
Pablo Henry (ca. 1948), beter bekend als Pablo Moses, is een Jamaicaanse zanger.

## Discografie[1]
- Revolutionary Dream (1976, Jigsaw) (ook uitgebracht in 1978 als I Love I Bring)
- A Song (1980, Island)
- Pave The Way (1981, Island/Mango)
- In The Future (1983, Alligator/Mercury)
- Tension (1985, Alligator/Mercury)
- Live to Love (1988, Rohit)
- We Refuse (1990, Profile)
- Charlie (1990, Profile)
- Confession of a Rastaman (1993, Musidisc)
- Mission (1995, RAS)
- Reggae Live Sessions (1998, CRS)
- The Rebirth (2010)